# BenQ-AUOグループ
BenQ-AUOグループ（中国語: 明基友達集団）は、2000年にエイサーグループから分離した、台湾を拠点とする科学技術を中心とする多国籍IT企業である。 コンピュータ、通信、家電の開発・製造を主要としている。
LCD関連やプロジェクター製品、照明製品を取り扱うBenQ(中国語:明基電通)、ODM/OEMを専門とするQisda(中国語:佳世達科技)、液晶パネル製造のAUO(友達光電)をの3社を核に構成される。
本社は台北市内湖区基湖路16号。

## グループ企業
- BenQ (中国語:明基電通) 設立1984年、社員数1,900人、資本金38.55億元。
- BenQ Guru (中国語：明基逐鹿) 設立1998年、社員数176人、資本金3.4億元。企業へのソリューション提案を主な事業とする。
- BenQ Metarials（中国語：明基材料) 設立1998年、社員数5,300人、資本金23億元。偏光板など光学技術の開発製造のほか、コンタクトレンズなど医療製品を製造。
- BenQ Hospital (中国語：明基醫院) 設立2003年、社員数415人。中国・南京と蘇州で医療サービスを展開。
- Qisda (中国語：佳世達科技) 設立1984年、社員数10,000人、資本金154億元。ODM/OEMの他、持ち株会社としても機能。
- AU Optronics (中国語：友達光電) 設立1996年、社員数43,000人、資本金782億元。液晶ディスプレイ・液晶基板の開発製造。
- AUO Crystal (中国語：友達晶材) 設立2009年、社員数約2,000人、資本金150億元。
- DARFON (中国語：達方電子) 設立1997年、社員数22,000人、資本金27億元。
- Daxin (中国語：達興材料) 設立2006年，社員数320人，資本金9.34億元。化学原料の製造販売。
- Raydium Semiconductor (中国語：瑞鼎科技) 設立2003年，社員数110人，資本金4億元。IC基盤の回路設計。
- BenQ Foundation (中国語：明基友達文教基金會) 成立2003年。